# Guriana
Guriana war ein eisenzeitliches Königreich im nördlichen Anatolien oder in Transkaukasien. Nach ABL 146 lag Guriana zwischen Urartu und Gamir und war Urartu tributpflichtig.
Aus den Annalen von Sarduri II. ist ein Land Quriani bekannt, das unweit von Igane in der Nachbarschaft des Çıldır-Sees lag. Es könnte mit Guriana identisch sein. Diakonov will den Namen des Flusses Kura  von Quirane ableiten. Manche Wissenschaftler identifizieren Guriana bzw. Quriani mit der seit 8. Jahrhundert n. Chr. belegten und noch heute existierenden georgischen Region Guria.